# Bandeira da Carolina do Sul

Bandeira da Carolina do Sul

A bandeira da Carolina do Sul é a bandeira do estado norte-americano da Carolina do Sul. Mostra uma árvore do gênero Sabal é um crescente num campo de azul